# Cromia
En la mitología griega, Cromia, del griego Χρωμία (Chromía), es una hija de Itono (Ἴτωνος), hijo de Anfictión, a su vez hijo de Deucalión. En algunas tradiciones, Cromia era la madre de Etolo, Peón, Epeo y de Eurícida, engendrados por Endimión.